# St. Georg (Waltenhausen)

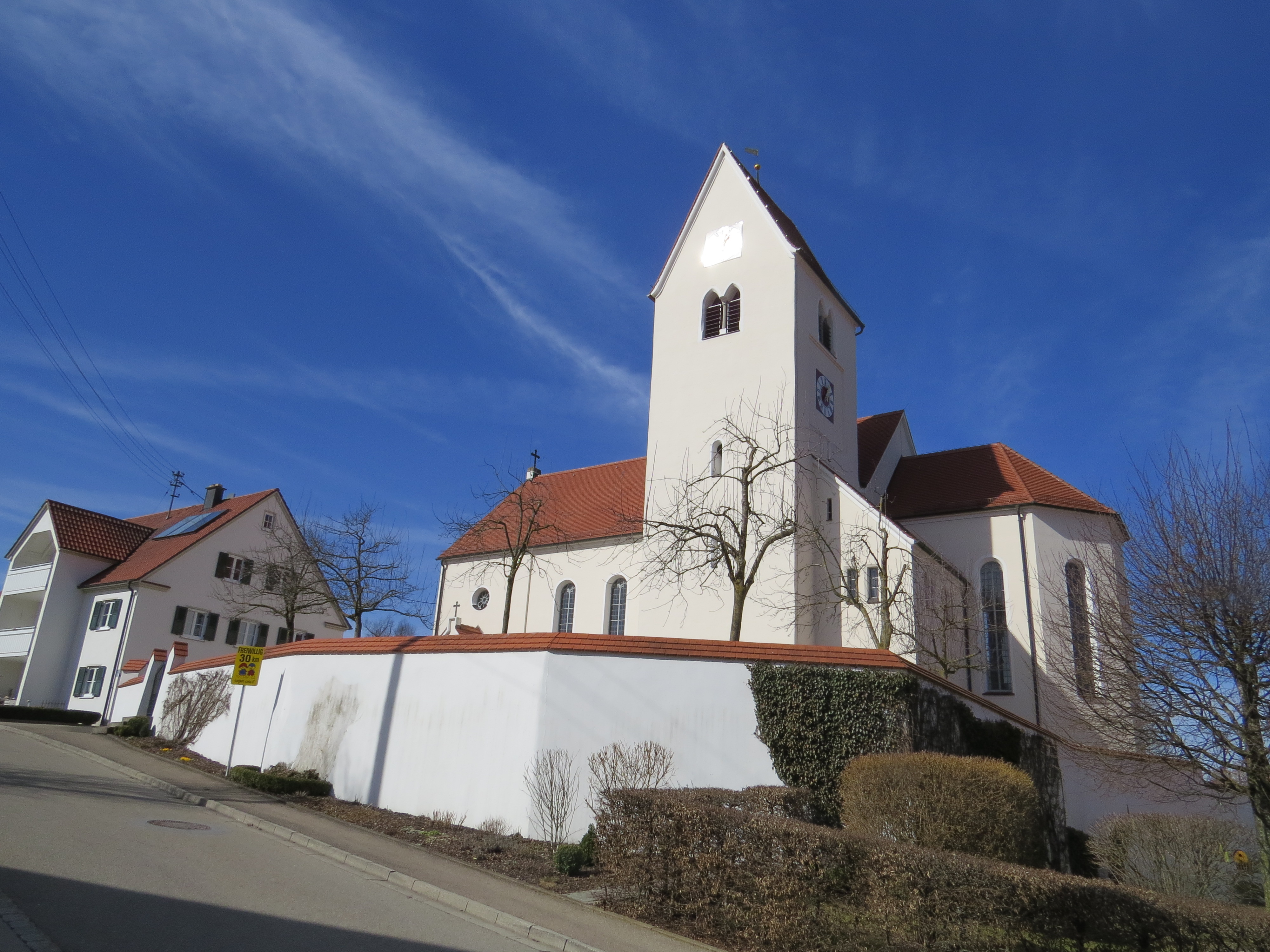
St. Georg in Waltenhausen

Die römisch-katholische Pfarrkirche St. Georg steht in Waltenhausen, einer Gemeinde im schwäbischen Landkreis Günzburg in Bayern. Das Bauwerk ist in der Liste der Baudenkmäler in Waltenhausen als Baudenkmal unter der Nr. D-7-74-192-1 eingetragen. Die Pfarrei gehört zum Dekanat Günzburg des Bistums Augsburg.

## Beschreibung
Die neuromanische Saalkirche wurde 1864 erbaut. Sie besteht aus einem Langhaus, einem eingezogenen, dreiseitig geschlossenen Chor im Osten, einer Sakristei an der Südwand des Chors und einem Kirchturm aus dem 15. Jahrhundert in der Ecke von Langhaus und Sakristei. 
Der Innenraum des Langhauses ist mit einer Flachdecke überspannt. Über dem Chorbogen befindet sich das Wappen der Fugger. Die Fresken an der Decke stammen von Hugo Barthelme. Die einheitliche Kirchenausstattung ist aus der Bauzeit. Der Hochaltar wird von den Statuen der Katharina von Alexandrien und der Barbara von Nikomedien flankiert. Auf dem Altarretabel ist die Verklärung des Herrn dargestellt. Die 1868 von Behler & Waldenmaier gebaute Orgel wurde 1920 durch eine Orgel von G. F. Steinmeyer & Co. ersetzt. 